# Tales for Bad Girls
Tales for Bad Girls é o segundo álbum da banda espanhola de gothic metal Forever Slave, lançado em 7 de abril de 2008.

## Faixas
1. "Dickhead!" - 4:56
2. "Say Good-Bye" - 4:02
3. "GothiX Girls" - 3:53
4. "Pulse" - 0:24
5. "Kristin A.I.D.S." - 4:53
6. "Afterlife" - 4:54
7. "Our Story" - 3:41
8. "Mar, no te vayas" - 4:40
9. "The Lovers" - 4:00
10. "Larmes et Roses" - 4:22
11. "My Girl (She loves her)" 4:25
12. "Gasoline" - 4:06